# Park Narodowy Algeti
Park Narodowy Algeti (gruz.: ალგეთის ეროვნული პარკი, Algetis erownuli parki) – obszar chroniony w Gruzji na południowym wschodzie kraju. Leży w Dolnej Kartlii, w dystrykcie Tetri Ckaro, około 60 km na południowy wschód od Tbilisi, stolicy kraju.
Park Narodowy Algeti rozciąga się wzdłuż dolnego odcinka rzeki Algeti u południowych stoków wschodniej części Gór Trialeckich z jej najwyższym szczytem Kldekari o wysokości ponad 2000 m. Park został założony jeszcze  w 1965 r. za czasów radzieckich, jako rezerwat państwowy służący ochronie najbardziej na wschód wysuniętych stanowisk świerka kaukaskiego i jodły kaukaskiej.
W 2007 r. został przekształcony w park narodowy.